# Main (Metro de Chicago)
Main es una estación en la línea Púrpura del Metro de Chicago. La estación se encuentra localizada en 836 Chicago Avenue en Evanston, Illinois. La estación Main fue inaugurada el 16 de mayo de 1908.  La Autoridad de Tránsito de Chicago es la encargada por el mantenimiento y administración de la estación. 

## Descripción
La estación Main cuenta con 1 plataformas laterales y 2 vías. 

## Conexiones
La estación es abastecida por las siguientes conexiones: 
- Rutas del CTA Buses: #N201 Central/Sherman (nocturno) #205 Chicago/Golf